# Leukopoëse
Leuko(cyto)poëse, leukopoiësie of leukopoiësis is het deel van de bloedvorming waarbij, uit een hematopoëtische  multipotente stamcel van het rode beenmerg, zich de verschillende soorten witte bloedcellen of leukocyten ontwikkelen. Bij de deling van een stamcel ontstaan niet twee dochtercellen, maar een nieuwe stamcel en een voorloper van een witte bloedcel. Bij volwassenen zijn dit de stamcellen in het borstbeen en in het bekken, bij kinderen in de beenderen van armen en benen. Afhankelijk van het cytokine worden er uit de voorlopercellen verschillende cellen gevormd. In de lymfklieren, thymus, milt, amandelen (keelamandelen en neusamandelen) en beenmerg 'leren' de witte bloedcellen welke deeltjes tot het lichaam behoren en welke deeltjes vreemd zijn, die dus moeten worden verwijderd.
Uit een multipotente stamcel kan zich een myeloblast ontwikkelen, waaruit een promyelocyt ontstaat. De promyelocyt is de voorloper van de uiteindelijk gevormde neutrofiele granulocyt, basofiele granulocyt en eosinofiele granulocyt.
Uit een multipotente stamcel kan zich echter ook een monoblast of een lymfoblast ontwikkelen, waaruit respectievelijk een monocyt of een lymfocyt ontstaat. De monocyt is de voorloper van de uiteindelijk gevormde macrofaag en de lymfocyt van de B-cel, T-cel en NK-cel.
| soort        | afbeelding | diagram | percentage  | diameter (μm) | beschrijving |
| ------------ | ---------- | ------- | ----------- | ------------- | --- |
| Neutrofielen |            |         | 65%         | 12-15         | Neutrofiele granulocyten zijn verantwoordelijk voor de eerste afweer tegen bacteriële infectie en andere ontstekingsreacties. Activiteit van neutrofiele granulocyten en hun afsterven is de bron van pusvorming.                                                                                                |
| Eosinofielen |            |         | 4%          | 12-15         | Eosinofiele granulocyten bestrijden voornamelijk parasitaire infecties en een verhoging van de eosinofielen is dan ook een indicatie van een infectie met een parasiet of voor een IgE gemedieerde immuunreactie.                                                                                                |
| Basofielen   |            |         | <1%         | 12-15         | Basofielen zijn de hoofdverantwoordelijken voor allergische- en antigeenrespons door het vrijmaken van histaminen die ontsteking veroorzaken. |
| Lymfocyten   |            |         | 25%         | 6-18          | Lymfocyten zijn onder andere de T-lymfocyten (waaronder T-helpercellen en de cytotoxische T-cellen), de B-lymfocyten, de naturalkillercellen en de plasmacellen (die in feite geactiveerde B-lymfocyten zijn). Ze spelen een rol bij de specifieke immuunrespons.                                                |
| Monocyten    |            |         | 6%          | 12-20         | Monocyten hebben een soortgelijke stofzuigerfunctie (fagocytose) als neutrofielen maar leven veel langer waarmee ze een geheugenfunctie vervullen; ze presenteren pathogenen aan de T-cellen opdat deze opnieuw herkend en vernietigd kunnen worden. Ook in de reactie op antilichamen spelen monocyten een rol. |
| Macrofagen   |            |         | (zie boven) | (zie boven)   | Monocyten worden ook wel macrofagen genoemd als ze vanuit het bloed naar andere weefsels gemigreerd zijn. |

## Overzichthematopoëtische stamcelrode beenmerg
| Hematopoëse            | Hematopoëse          | Hematopoëse            | Hematopoëse | Hematopoëse | Hematopoëse | Hematopoëse | Hematopoëse | Hematopoëse     | Hematopoëse    |
| ---------------------- | -------------------- | ---------------------- | ----------- | ----------- | ----------- | ----------- | ----------- | --------------- | -------------- |
| Leukopoëse             | Leukopoëse           | Leukopoëse             | Leukopoëse  | Leukopoëse  | Leukopoëse  | Leukopoëse  | Leukopoëse  | Erytropoëse     | Trombopoëse    |
| Myeloblast             | Myeloblast           | Myeloblast             | Monoblast   | Lymfoblast  | Lymfoblast  | Lymfoblast  |             | Pro-erytroblast | Megakaryoblast |
| Myeloblast             | Myeloblast           | Myeloblast             | Monoblast   | Lymfoblast  | Lymfoblast  | Lymfoblast  | Erytroblast |                 | Megakaryoblast |
| Myeloblast             | Myeloblast           | Myeloblast             | Monoblast   | Lymfoblast  | Lymfoblast  | Lymfoblast  | Normoblast  |                 | Megakaryoblast |
| Promyelocyt            | Promyelocyt          | Promyelocyt            | Monocyt     | Lymfocyt    | Lymfocyt    | Lymfocyt    | Reticulocyt | Megakaryocyt    |                |
| Neutrofiele granulocyt | Basofiele granulocyt | Eosinofiele granulocyt | Macrofaag   | B-cel       | T-cel       | NK-cel      | Mastocyt    | Erytrocyt       | Trombocyt      |